# فرهاد فخیم
فرهاد فخیم (زادهٔ ۲۲ مهر ۱۳۶۳) بازیکن باشگاه فوتسال مس سونگون اهل تبریز است.
از باشگاه‌هایی که در آن بازی کرده‌است می‌توان به باشگاه فوتسال دبیری تبریز، باشگاه فوتسال گسترش فولاد تبریز، باشگاه فوتسال فولاد ماهان، باشگاه فوتسال فیروز صفه اصفهان و باشگاه فوتسال تأسیسات دریایی تهران ،گیتی پسند اصفهان واکنون درتیم فوتسال مس سونگون   توپ میزند.همچنین وی اولین کاپیتان تاریخ فوتسال محسوب میشود که چهار بار پیاپی قهرمان لیگ ایران شده است.
فخیم با وجود اینکه سال‌ها پیش از تیم ملی خداحافظی کرده بود، به دلیل درخشش در لیگ برتر و ترکیب مس سونگون در نهایت مسافر جام جهانی شد. بد نیست بدانید این بازیکن آخرین بار در سال ۲۰۰۴ حضور در جام جهانی را تجربه کرد و حالا پس از ۱۷ سال بار دیگر در ترکیب تیم ملی ایران در جام جهانی ۲۰۲۱ به میدان رفت.

## مصدومیت در جام جهانی
در بازی حساس ایران و ازبکستان که با برتری ایران همراه بود فرهاد فخیم دچار مصدومیت پارگی جزئی رباط صلیبی شد و ادامه مسابقات را از دست داد.